# Natbus
 Denne artikel omhandler bybusser som kører om natten. Ikke at forveksle med Sovebus.
En natbus er en bus, der kører om natten, og som helt eller delvist erstatter de almindelige buslinjer, sporvogne og undergrundsbaner mv. I forhold til om dagen er driften typisk reduceret, ligesom der kan være afvigende linjeføringer, så de enkelte linjer kan betjene flere områder.
I storbyer køres der typisk hver nat. Andre steder køres der kun enkelte afgange natten efter fredag og lørdag, eller der køres kun enkelte nætter om året, f.eks. til jul og nytår. Driftstiden varierer fra selskab til selskab men kan være sådan, at der er afgange fra et centralt punkt indenfor et bestemt tidsrum. For eksempel afgår mange natbuslinjer i Oslo fra Jernbanetorget fra kl. 1 til kl. 4 men ikke nødvendigvis på de samme klokkeslæt.
For at skelne natbusserne fra de almindelige buslinjer kan de være markeret på forskellig vis, for eksempel med et N før eller efter linjenummeret, som måske eller måske ikke er identisk med en tilsvarende daglinje. Selve busserne vil normalt være de samme som dem, der benyttes om dagen. I nogle tilfælde er de fælles med linjer, der kører samme eller næsten samme vej om dagen, men de kan også være fælles med linjer, der kører helt andre veje. For eksempel deler Movias natbuslinje 91N busser med linje 600S, som den minder meget om, mens linje 94N derimod deler busser med linje 250S, som den kun møder et enkelt sted undervejs.

## Natbusser i Danmark
I hele landet er der i juleperioden indsat natbusser, der kører natten efter fredag og lørdag, så folk kan komme hjem fra julefrokoster og familiefester. I byerne Aarhus, Aalborg, Esbjerg, København, Køge og Odense kører der natbusser hele året. 
I Aarhus, Esbjerg og Køge kører natbusserne udelukkende natten efter fredag og lørdag. I Odense er det de regionale ruter fra FynBus, der udgør natbusdriften med forbindelse til stort set hele Fyn. Disse busser kører udelukkende natten efter fredag og lørdag.
I Aalborg og København kører natbusserne alle dage hele året. I Aalborg er driftsperioden søndag-torsdag dog kun fra kl. 23.00 til kl. 01.30, hvorimod der i weekenden køres til kl. 5.15 om morgenen. København er den eneste by i Danmark med busdrift i døgndrift alle ugens dage.

### Natbustillæg
Indtil midten af 2000'erne var det kutyme at trafikselskaberne opkrævede et natbustillæg på det dobbelte af den samlede billetpris om dagen, men på grund af et par uheldige episoder i flere af trafikselskaberne er disse tillæg efterfølgende blevet afskaffet. Midttrafik var det sidste af de danske trafikselskaber der beholdt natbustillægget, men det blev afskaffet fra den 15. november 2024.

## Alternativer
Et alternativ eller supplement til natbusser er at lade almindelige buslinjer køre hele døgnet, hvilket blandt andet er tilfældet for A-busserne, linje 5C, S-busserne og nogle af R-busserne samt nogle almindelige buslinjer på Sjælland, metrobusserne i Berlin og visse buslinjer i London og Oslo. Det er ofte en fordel for passagerer, der derved kan benytte de samme linjer som i dagtimerne.
Det samme kan være tilfældet med andre transportformer som f.eks. S-tog, Kystbanen og nogle af Lokaltogs lokalbaner som kører natten efter fredag og lørdag samt for Københavns Metro som kører alle nætter.